# Croce al merito per donne e ragazze (Prussia)
La Croce al merito per donne e ragazze (Ehrenkreuz für Frauen und Jungfrauen) fu una decorazione istituita dall'imperatore Guglielmo I di Germania come re di Prussia nel 1871.

## Storia
La medaglia, pur non essendo un ordine cavalleresco femminile in senso lato, era concessa su richiesta dell'imperatrice e assegnata poi dal kaiser alle donne e ragazze meritevoli che si fossero rese tali per il servizio prestato in maniera spontanea e disinteressata a favore dei soldati prussiani al fronte durante la guerra franco-prussiana e per le loro famiglie in patria.

## Descrizione
- La croce era composta di un croce identica per foggia a quella della croce di ferro, riportante sul diritto al centro una croce greca smaltata di rosso. Sul rovescio, al centro, la medaglia presentava i monogrammi "A" e "W" (Augusta e Guglielmo) e le date 1870–1871.
- Il nastro era bianco con una striscia nera per parte.

## Insigniti notabili
- Alice di Sassonia-Coburgo-Gotha
- Agnes Leclerc Joy